# Dirección de Komsomol

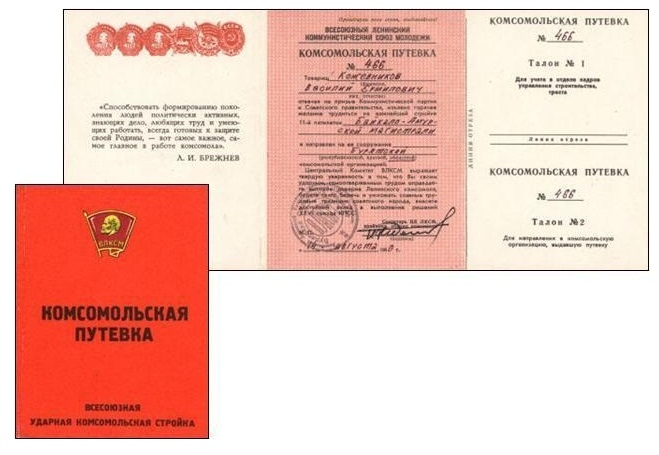
Una dirección de Komsomol para el ferrocarril Baikal-Amur.

La dirección de Komsomol (комсомольская путёвка) era un documento de la Unión Soviética emitido por un comité de Komsomol a un miembro para una asignación temporal o permanente de un trabajo o servicio. Por lo general, la dirección de Komsomol se asoció con la reubicación a lugares remotos nuevos y pobremente establecidos: nuevas construcciones ("obras Komsomol" (комсомольская стройка)), servicio militar, etc.

## Canciones epónimas
- Комсомольская путёвка, letras: Dolmatovsky, música: Pakhmutova[2]
- Комсомольская путёвка, letras: ru, música: Serafim Tulikov[3]